# 16441 Kirchner
16441 Kirchner è un asteroide della fascia principale. Scoperto nel 1989, presenta un'orbita caratterizzata da un semiasse maggiore pari a 2,7209688 UA e da un'eccentricità di 0,0346833, inclinata di 8,92490° rispetto all'eclittica.